# 4 Heures de Shanghai
 (juin 2017).
Si vous disposez d'ouvrages ou d'articles de référence ou si vous connaissez des sites web de qualité traitant du thème abordé ici, merci de compléter l'article en donnant les références utiles à sa vérifiabilité et en les liant à la section « Notes et références ».
Les 4 Heures de Shanghai (anciennement 6 Heures de Shanghai) sont une course automobile qui se déroule sur le Circuit international de Shanghai à Shanghai, en Chine. L'épreuve fait partie du Championnat du monde d'endurance FIA de 2012 jusqu'à 2019.

## Histoire
En 2019, la durée de la course est réduite à quatre heures. Après huit éditions, l'épreuve n'apparait plus sur le calendrier de la saison 2020-2021.

## Circuit
Les 4 Heures de Shanghai se déroulent en Chine, sur le Circuit international de Shanghai. Celui-ci comporte une longue ligne droite et 16 virages, dont certains ont une forme originale, comme le premier, qui se referme sur lui-même et prenant la forme d'un escargot. Ce circuit possède une importante capacité d'accueil des spectateurs : 200 000 personnes peuvent ainsi assister à une course. Cette piste est célèbre car elle accueille la Formule 1.

## Palmarès
| Année    | Pilotes                                          | Équipe                | Voiture                 | Championnat                          |
| 6 Heures | 6 Heures                                         | 6 Heures              | 6 Heures                | 6 Heures                             |
| -------- | ------------------------------------------------ | --------------------- | ----------------------- | ------------------------------------ |
| 2012     | Alexander Wurz Nicolas Lapierre                  | Toyota Racing         | Toyota TS030 Hybrid     | Championnat du monde d'endurance FIA |
| 2013     | André Lotterer Benoît Tréluyer Marcel Fässler    | Audi Sport Team Joest | Audi R18 e-tron quattro | Championnat du monde d'endurance FIA |
| 2014     | Anthony Davidson Sébastien Buemi                 | Toyota Racing         | Toyota TS040 Hybrid     | Championnat du monde d'endurance FIA |
| 2015     | Timo Bernhard Mark Webber Brendon Hartley        | Porsche Team          | Porsche 919 Hybrid      | Championnat du monde d'endurance FIA |
| 2016     | Timo Bernhard Mark Webber Brendon Hartley        | Porsche Team          | Porsche 919 Hybrid      | Championnat du monde d'endurance FIA |
| 2017     | Sébastien Buemi Anthony Davidson Kazuki Nakajima | Toyota Gazoo Racing   | Toyota TS050 Hybrid     | Championnat du monde d'endurance FIA |
| 2018     | Mike Conway Kamui Kobayashi José María López     | Toyota Gazoo Racing   | Toyota TS050 Hybrid     | Championnat du monde d'endurance FIA |
| 4 Heures |                                                  |                       |                         |                                      |
| 2019     | Gustavo Menezes Norman Nato Bruno Senna          | Rebellion Racing      | Rebellion R13           | Championnat du monde d'endurance FIA |